# Fairmont Hill
Fairmont Hill ist ein Joint-Venture der um die Jahrhundertwende in den Vereinigten Staaten bekannt gewordenen US-amerikanischen Unternehmer Edward Fairmont jun. und Richard Hill. Fairmont und Hill gründeten 1950 ein Gemeinschaftsunternehmen, um vor dem Hintergrund ihrer jeweiligen langjährigen Erfahrungen als Hotelier (Edward Fairmont) und Banker (Richard Hill) Immobilienanlagen auf weltweitem Niveau zu entwickeln und zu etablieren.

## Unternehmensgeschichte
Um 1900 eröffnete in San Francisco im US-Bundesstaat Kalifornien das erste Hotel der Familie Fairmont. Mit der Errichtung und Eröffnung weiterer Hotels verband sich mit dem Familiennamen sehr rasant eine Reputation für Hotellerie auf höchstem Niveau. Die Hotels und Resorts der Fairmont-Familie galten als die bevorzugten Unterkünfte für berühmte Persönlichkeiten, Adlige und Regierungschef aller Nationen. Bis heute gehört die im Familienbesitz befindliche Hotelkette zu den bedeutendsten Hotel- und Resortgruppen der Welt.
Als stiller Teilhaber schloss sich im Jahre 1939 Mr. Richard Hill, langjähriger Freund der Fairmont Familie, dem bis dahin bereits solide etablierten Konzern an und kapitalisierte das Unternehmen signifikant. Durch dessen monetäre Beteiligung konnte ein Aufsplitten des Konzerns und ein partieller Abverkauf vermieden werden, der dem Fairmont-Unternehmen aufgrund einer Fehlspekulation an der Börse im Sommer 1935 drohte. Hill blieb jedoch stets im Hintergrund, bis es 1950 zu der Gründung des Gemeinschaftsunternehmens Fairmont-Hill kam, das seit dem parallel zu dem Geschäftsbetrieb der Fairmont Gruppe agiert.
1956 gründete Hill mit einem Compagnon (Joseph v. Costello) in seiner Heimatstadt San Francisco ein weiteres Unternehmen, das sich auf avantgardistische Immobilienprojekte der späten 1950er Jahre spezialisierte, die Hill & Co. Enterprises. Hill verkaufte seinen Firmenanteil einige Jahre später jedoch wieder und stiftete den vollen Erlös dem St. Luke’s Hospital in San Francisco, wo aufgrund der Spende des Mr. Hill ein Children-Cancer-Research Center etabliert werden konnte. Noch heute zeugt eine in der Kliniklobby stehende Bronzebüste des Mr. Hill von dessen großzügiger Unterstützung.

## Kernkompetenz des Unternehmens Fairmont Hill
Die Kernkompetenz der Gesellschaft Fairmont Hill liegt seit ihrer Gründung im Jahr 1950 in den Schwerpunkten der privaten und kommerziellen Projektentwicklung, der treuhänderischen Verwaltung von Immobilien sowie der Errichtung und dem Erwerb von Liegenschaften, die überwiegend im Eigenbestand behalten wurden. Das Spektrum reicht von freistehenden Einzelhäusern über Apartmentanlagen bis hin zu größeren Wohn- und Geschäftshäusern. Zudem investierte die Gesellschaft insbesondere in den letzten 25 Jahren umfangreich in Hotel- und Resortprojekte der Luxusklasse, sowohl in Süd- und Nordamerika, als auch in Europa. Das Immobilienvermögen eigener Liegenschaften belief sich im Jahr 2008 auf 44 Mio. US-Dollar. Ein weiterer Pfeiler des Unternehmens sind internationale Im- und Exporte, wofür die Gesellschaft unter anderem ein eigenes Containerschiff unterhält.

## Umsatz
Das Unternehmen Fairmont Hill setzte in den vergangenen Jahren einschließlich deren Sektor der Hotellerie durchschnittlich 430 Mio. Euro pro Jahr um und lag somit noch über den Ergebnissen ihrer engsten Mitbewerberin Steigenberger Hotels.

## Sozialengagement
Es gehörte seit der Gründung der Gesellschaft zu den erklärten Zielen, sich aktiv im Bereich des sozialen Engagements zu betätigen. Um diesem Ziel gerecht zu werden, erfolgte auf Initiative der Familie des Mitgesellschafters Hill die Etablierung einer Stiftung, die in der Schweiz situiert wurde. Den Vermögensstock bildete eine private Zuwendung aus dem Familienkreis in Höhe von 25 Mio. Schweizer Franken und war die Ausgangsbasis für ein hohes gemeinnütziges Engagement. Die Foundation der Familie Hill ist bis heute aktiv.